# Kreis Elberfeld

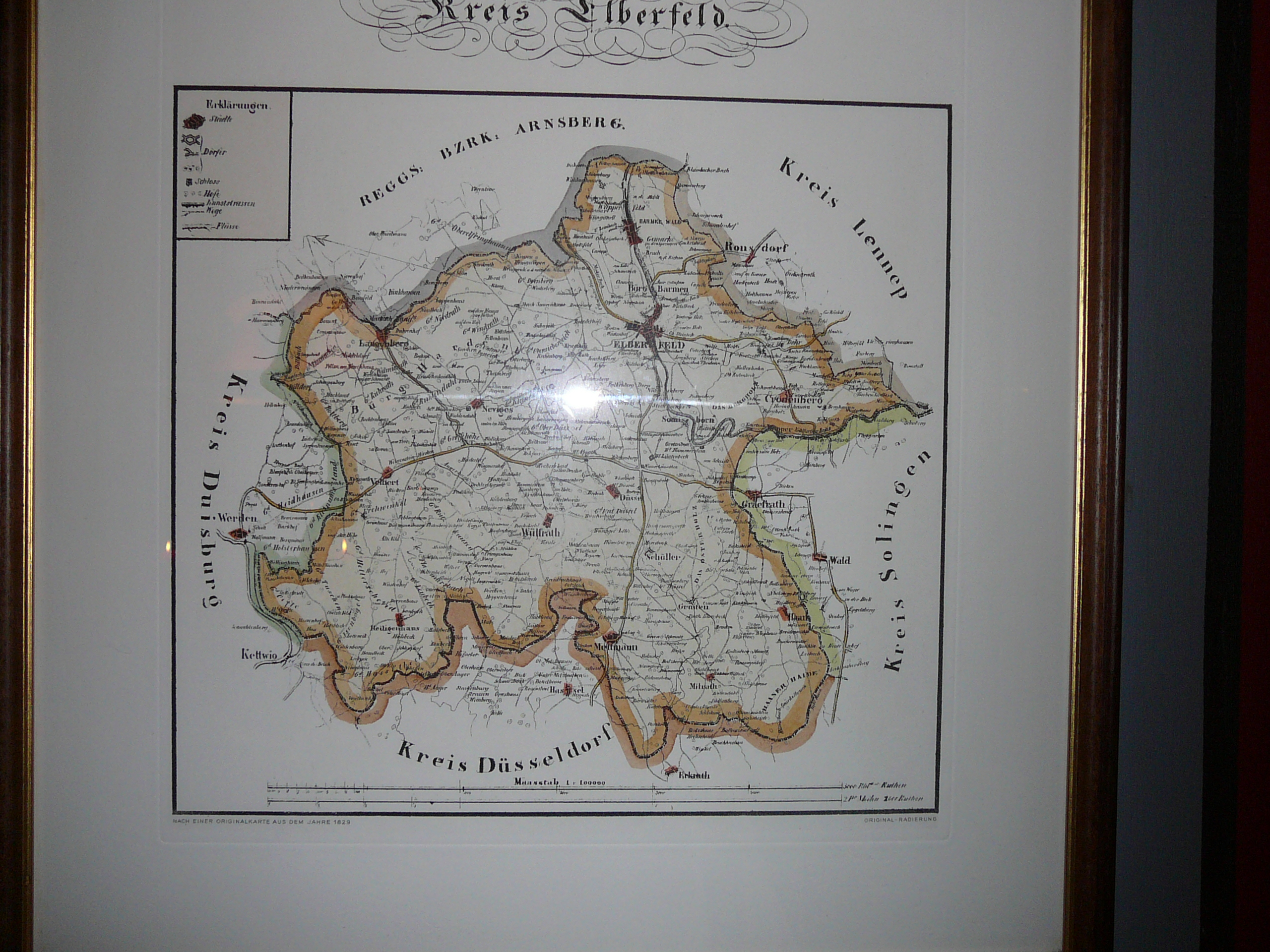
Abbild einer Karte des Kreises Elberfeld im Jahr 1829

Der Kreis Elberfeld war ein von 1816 bis 1861 bestehender Kreis im Regierungsbezirk Düsseldorf. Mit diesem gehörte er innerhalb Preußens zunächst zur Provinz Jülich-Kleve-Berg, ab 1822 zur Rheinprovinz.

## Verwaltungsgeschichte
Bis 1813 hatte das Gebiet in Nachfolge von Berg zum 1806 gegründeten Großherzogtum unter Napoleons Schwager Joachim Murat gehört. Nach der militärischen Niederlage der Franzosen in der Völkerschlacht bei Leipzig zogen sich diese 1813 aus den Großherzogtum vollständig zurück.
1814 kam das Großherzogtum als Generalgouvernement Berg kommissarisch unter preußische Verwaltung und wurde im Wiener Kongress 1815 endgültig Preußen zugeschlagen. Für das Generalgouvernement Berg begann Preußen bereits Ende 1813 seine eigenen Verwaltungsstrukturen auszuarbeiten und einzuführen; ein Vorgang, der 1816 abgeschlossen war. In diesem Zusammenhang erfolgte 1816 in Nachfolge des Arrondissement Elberfeld die Gründung des Kreises Elberfeld, der anfangs nur die beiden Bürgermeistereien Elberfeld und Barmen umfasste. Am 30. Oktober 1819 wurde zusätzlich die Bürgermeisterei Kronenberg aus dem Kreis Solingen in den Kreis Elberfeld umgegliedert.
Am 1. November 1820 wurde der ebenfalls 1816 gegründete Nachbarkreis Mettmann aufgelöst. Seine fünf Bürgermeistereien Haan, Hardenberg, Mettmann, Velbert und Wülfrath wurden in den Kreis Elberfeld eingegliedert. Der Kreis Elberfeld setzte sich seitdem wie folgt zusammen:
| Bürgermeisterei | Städte, Dörfer, Honschaften, Bauerschaften1 |
| --------------- | --- |
| Barmen          | Außenbürgerschaft Barmen und Stadt Barmen |
| Elberfeld       | Hülsbecker Rotte, Steinbeck- und Arrenberger Rotte, Dorper Rotte, Fuhrter Rotte, Hahn und Hipkendahler Rotte, Holz und Eichholzer Rotte, Katernberger Rotte, Mirker Rotte, Pickartsberger Rotte, Uellendahler Rotte und Stadt Elberfeld |
| Haan            | Honschaft Ellscheid, Honschaft Gruiten, Dorf Mittelhaan, Dorf Oberhaan, Dorf Unterhaan, Honschaft Millrath, Honschaft Obgruiten, Honschaft Schöller, Kirchspiel Sonnborn |
| Hardenberg      | Bauerschaft Dilldorf, Bauerschaft Dönberg, Bauerschaft Großehöhe, Bauerschaft Kleinehöhe, Bauerschaft Kuhlendahl, Bauerschaft Nordrath, Bauerschaft Obensiebeneick, Bauerschaft Richrath, Bauerschaft Rottberg, Bauerschaft Untensiebeneick, Bauerschaft Vosnacken, Bauerschaft Walmichrath, Bauerschaft Windrath, Kirchdorf Neviges mit Außenorten (Bauerschaft Neviges), Stadt Langenberg |
| Kronenberg      | Berghauser Bezirk, Dohrer Bezirk, Ruthenbecker Bezirk, Sudberger Bezirk, Stadt Kronenberg mit Dorfbezirk |
| Mettmann        | Honschaft Diepensiepen, Honschaft Laubach, Honschaft Mettmann, Honschaft Niederschwarzbach, Honschaft Obmettmann, Honschaft Obschwarzbach und Stadt Mettmann |
| Velbert         | Honschaft Hasselbeck, Honschaft Hetterscheidt, Honschaft Isenbügel, Honschaft Krehwinkel, Honschaft Leubeck, Honschaft Oefte, Honschaft Tüschen, Honschaft Velbert und Stadt Velbert |
| Wülfrath        | Auswärtige Gemeinde Wülfrath (bestehend aus den Honschaften Erbach und Püttbach), Honschaft Flandersbach, Honschaft Rützkausen, Honschaft Oberdüssel, Honschaft Unterdüssel und Stadt Wülfrath |

1Die einzelnen Dörfer, Honschaften oder Bauerschaften wurden auch als Spezialgemeinden bezeichnet.
Die meisten Bürgermeistereien im Kreis Elberfeld führten einen gemeinsamen Haushalt für die gesamte Bürgermeisterei; lediglich für die sieben „Spezialgemeinden“ in der Bürgermeisterei Haan wurden getrennte Haushalte geführt.
Durch die Gemeindeordnung für die Rheinprovinz erhielten 1845 alle Gebietseinheiten, für die ein eigener Haushalt geführt wurde, den Status einer Gemeinde. Die Städte Barmen, Elberfeld, Kronenberg, Mettmann, Velbert und Wülfrath erhielten 1856 außerdem die Rheinische Städteordnung. Die Bürgermeisterei Hardenberg erhielt als Langenberg mit Hardenberg 1856 ebenfalls die Rheinische Städteordnung und wurde 1859 in die Landbürgermeisterei Hardenberg, bestehend aus der Landgemeinde Hardenberg, und die Stadtbürgermeisterei Langenberg geteilt. Der Kreis Elberfeld umfasste danach insgesamt sieben Städte und acht Landgemeinden:
| Bürgermeisterei | Städte und Gemeinden (1861)                                       |
| --------------- | ----------------------------------------------------------------- |
| Barmen          | Barmen (Stadt)                                                    |
| Elberfeld       | Elberfeld (Stadt)                                                 |
| Haan            | Ellscheid, Gruiten, Haan, Millrath, Obgruiten, Schöller, Sonnborn |
| Hardenberg      | Hardenberg                                                        |
| Kronenberg      | Kronenberg (Stadt)                                                |
| Langenberg      | Langenberg (Stadt)                                                |
| Mettmann        | Mettmann (Stadt)                                                  |
| Velbert         | Velbert (Stadt)                                                   |
| Wülfrath        | Wülfrath (Stadt)                                                  |

Am 1. Juni 1861 schieden Barmen und Elberfeld als neue Stadtkreise aus dem Kreis Elberfeld aus. Gleichzeitig wurde aus dem verbleibenden Teil des Kreises ein neuer Kreis Mettmann mit Sitz in der Stadt Mettmann gebildet.

## Einwohnerentwicklung
| Jahr | Einwohner | Quelle |
| ---- | --------- | ------ |
| 1816 | 70.577    | [ 13 ] |
| 1819 | 73.141    | [ 14 ] |
| 1835 | 97.894    | [ 13 ] |

## Landräte
- 1814–1816 Heinrich Ferdinand Philipp von Sybel (kommissarisch im Generalgouvernement Berg)
- 1816–1847 Carl Theodor von Seyssel d’Aix
- 1847–1848 Wilhelm August Bredt (auftragsweise)
- 1848–9999 Albert Jung (auftragsweise)
- 1848–1851 Karl Friedrich Melbeck (auftragsweise)
- 1851–1859 Otto von Diest
- 1859–9999 Karl Friedrich Favreau (auftragsweise)
- 1859–1861 Hermann Hirsch (auftragsweise)